# Leichtathletik-Europameisterschaften 2014/Speerwurf der Frauen

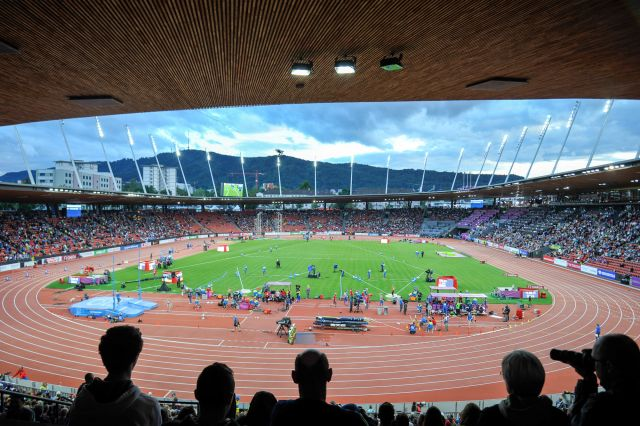
Das Letzigrund-Stadion während der Europameisterschaften 2014

Der Speerwurf der Frauen bei den Leichtathletik-Europameisterschaften 2014 wurde am 12. und 14. August 2014 im Letzigrund-Stadion von Zürich ausgetragen.
Europameisterin wurde die tschechische Doppelolympiasiegerin (2008/2012), Doppelweltmeisterin (2007/2011), Vizeweltmeisterin von 2009, Vizeeuropameisterin von 2006 und EM-Dritte von 2010 Barbora Špotáková. Sie war darüber hinaus auch Inhaberin des Weltrekords.
Silber gewann die Serbin Tatjana Jelača.
Bronze ging an die deutsche Olympiadritte von 2012, Europameisterin von 2010 und EM-Dritte von 2012 Linda Stahl.

## Rekorde

### Bestehende Rekorde
| Weltrekord           | 72,28 m | Barbora Špotáková | Stuttgart, Deutschland  | 13. September 2008 |
| Europarekord         | 72,28 m | Barbora Špotáková | Stuttgart, Deutschland  | 13. September 2008 |
| Meisterschaftsrekord | 67,47 m | Mirela Manjani    | EM München, Deutschland | 8. August 2002     |

Der bestehende EM-Rekord wurde bei diesen Europameisterschaften nicht erreicht. Die größte Weite erzielte die tschechische Europameisterin Barbora Špotáková im Finale mit 64,41 m, womit sie 3,06 m unter dem Rekord blieb. Zu ihrem eigenen Welt- und Europarekord fehlten ihr 7,87 m.

### Rekordverbesserung
Es wurde ein neuer Landesrekord aufgestellt:

64,21 m – Tatjana Jelača (Serbien), Finale am 14. August (fünfter Versuch)

## Legende
Kurze Übersicht zur Bedeutung der Symbolik – so üblicherweise auch in sonstigen Veröffentlichungen verwendet:
| NR | Nationaler Rekord |
| –  | verzichtet        |
| x  | ungültig          |

## Qualifikation
22 Wettbewerberinnen traten in zwei Gruppen zur Qualifikationsrunde an. Zwölf von ihnen (hellblau unterlegt) übertrafen die Qualifikationsweite für den direkten Finaleinzug von 57,50 m. Damit war die Mindestzahl von zwölf Finalteilnehmerinnen erreicht, diese zwölf Sportlerinnen bestritten zwei Tage später das Finale.

### Gruppe A

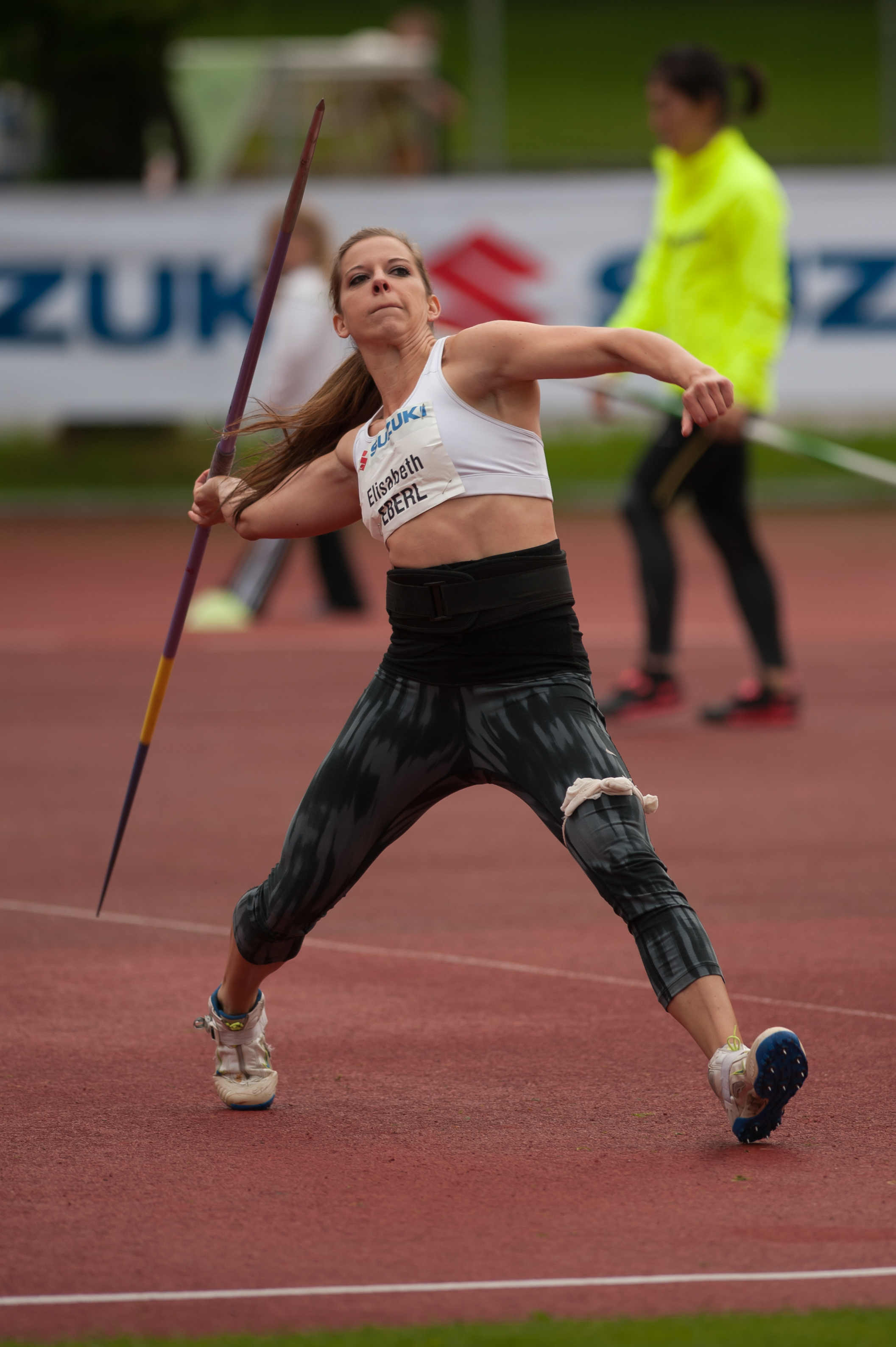
Elisabeth Eberl – 54,41 m
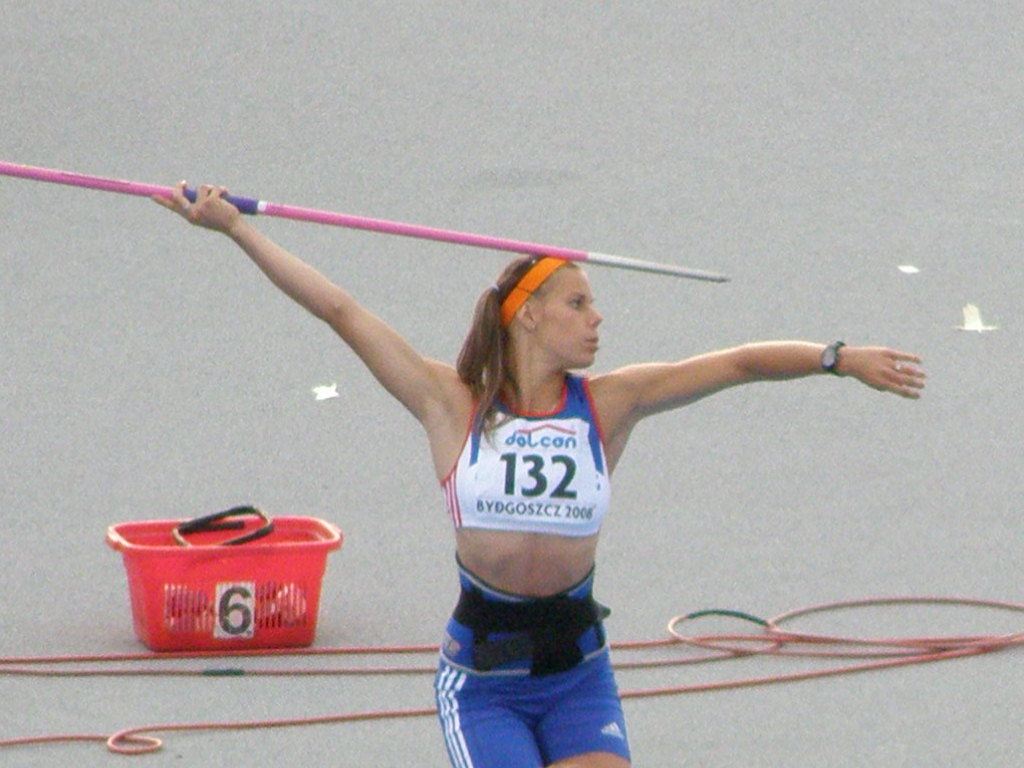
Nikola Ogrodníková – 53,15 m
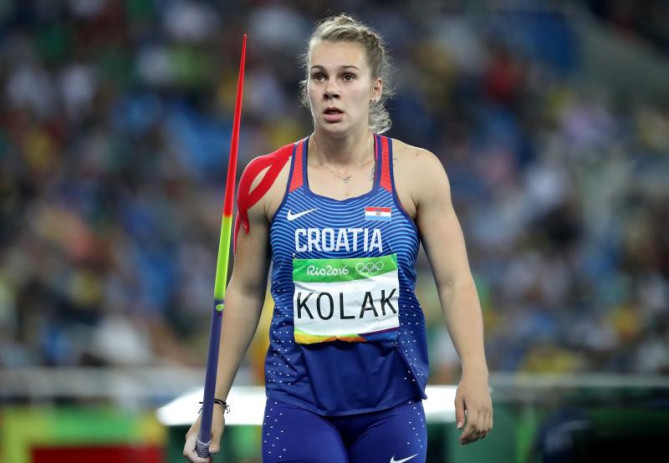
Mit 52,51 m scheiterte Sara Kolak, die kommende Olympiasiegerin, hier in der Qualifikation

12. August 2014, 10:50 Uhr
| Platz | Name                   | Nation      | Resultat (m) | Versuchsserie (m) | Versuchsserie (m) | Versuchsserie (m) |
| Platz | Name                   | Nation      | Resultat (m) | 1. Versuch        | 2. Versuch        | 3. Versuch        |
| 1     | Tatjana Jelača         | Serbien     | 60,26        | 60,26             | –                 | –                 |
| 2     | Barbora Špotáková      | Tschechien  | 59,99        | 59,99             | –                 | –                 |
| 3     | Tazzjana Chaladowitsch | Belarus     | 59,51        | 59,29             | 54,60             | 59,51             |
| 4     | Sinta Ozoliņa-Kovale   | Lettland    | 59,47        | 59,47             | –                 | –                 |
| 5     | Katharina Molitor      | Deutschland | 58,24        | 56,61             | 57,05             | 58,24             |
| 6     | Indrė Jakubaitytė      | Litauen     | 54,86        | 54,86             | 53,37             | 52,57             |
| 7     | Elisabeth Eberl        | Österreich  | 54,41        | 52,92             | 51,19             | 54,41             |
| 8     | Hanna Hazko-Fedussowa  | Ukraine     | 53,81        | 53,81             | x                 | x                 |
| 9     | Nikola Ogrodníková     | Tschechien  | 53,15        | x                 | x                 | 53,15             |
| 10    | Sara Kolak             | Kroatien    | 52,51        | x                 | 52,51             | 51,84             |
| 11    | Oona Sormunen          | Finnland    | 51,46        | 51,46             | x                 | x                 |

### Gruppe B

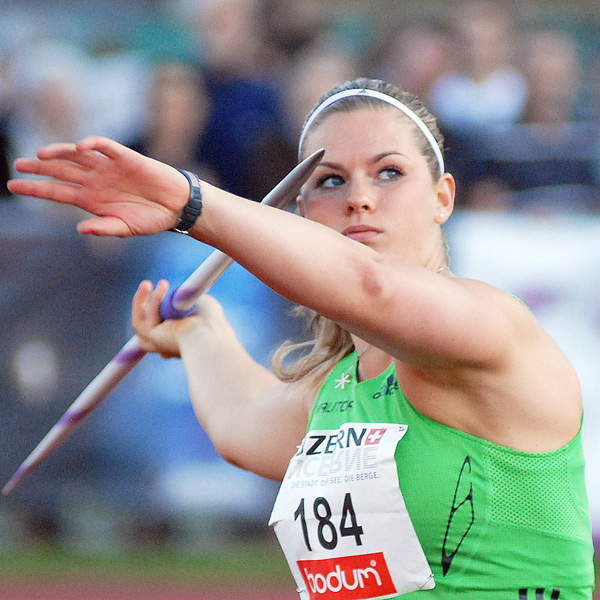
Ásdís Hjálmsdóttir erreichte mit ihren 56,36 m nicht das Finale
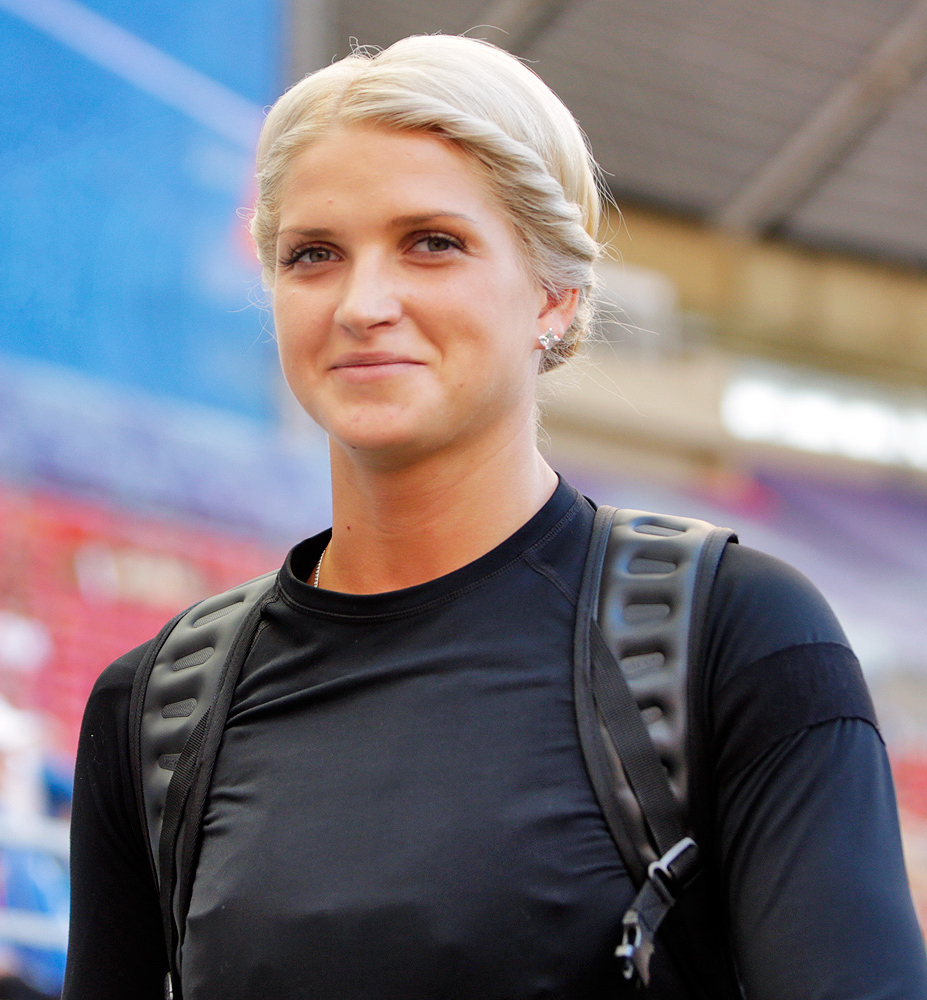
Līna Mūzes 53,42 m waren zu wenig, um im Finale dabei zu sein

12. August 2014, 12:16 Uhr
| Platz | Name               | Nation         | Resultat (m) | Versuchsserie (m) | Versuchsserie (m) | Versuchsserie (m) |
| Platz | Name               | Nation         | Resultat (m) | 1. Versuch        | 2. Versuch        | 3. Versuch        |
| 1     | Martina Ratej      | Slowenien      | 61,87        | 61,87             | –                 | –                 |
| 2     | Christin Hussong   | Deutschland    | 61,13        | 57,47             | 61,13             | –                 |
| 3     | Linda Stahl        | Deutschland    | 59,42        | x                 | 59,42             | –                 |
| 4     | Goldie Sayers      | Großbritannien | 58,07        | 58,07             | –                 | –                 |
| 5     | Madara Palameika   | Lettland       | 57,86        | 57,86             | –                 | –                 |
| 6     | Mercedes Chilla    | Spanien        | 57,82        | 57,82             | –                 | –                 |
| 7     | Sofi Flink         | Schweden       | 57,53        | 57,21             | 55,21             | 57,53             |
| 8     | Ásdís Hjálmsdóttir | Island         | 56,36        | 55,81             | 56,36             | 54,44             |
| 9     | Petra Andrejsková  | Tschechien     | 56,10        | 53,23             | 56,10             | 55,43             |
| 10    | Marie-Therese Obst | Norwegen       | 54,49        | 54,49             | 52,42             | x                 |
| 11    | Līna Mūze          | Lettland       | 53,42        | 53,42             | 53,11             | x                 |

## Finale

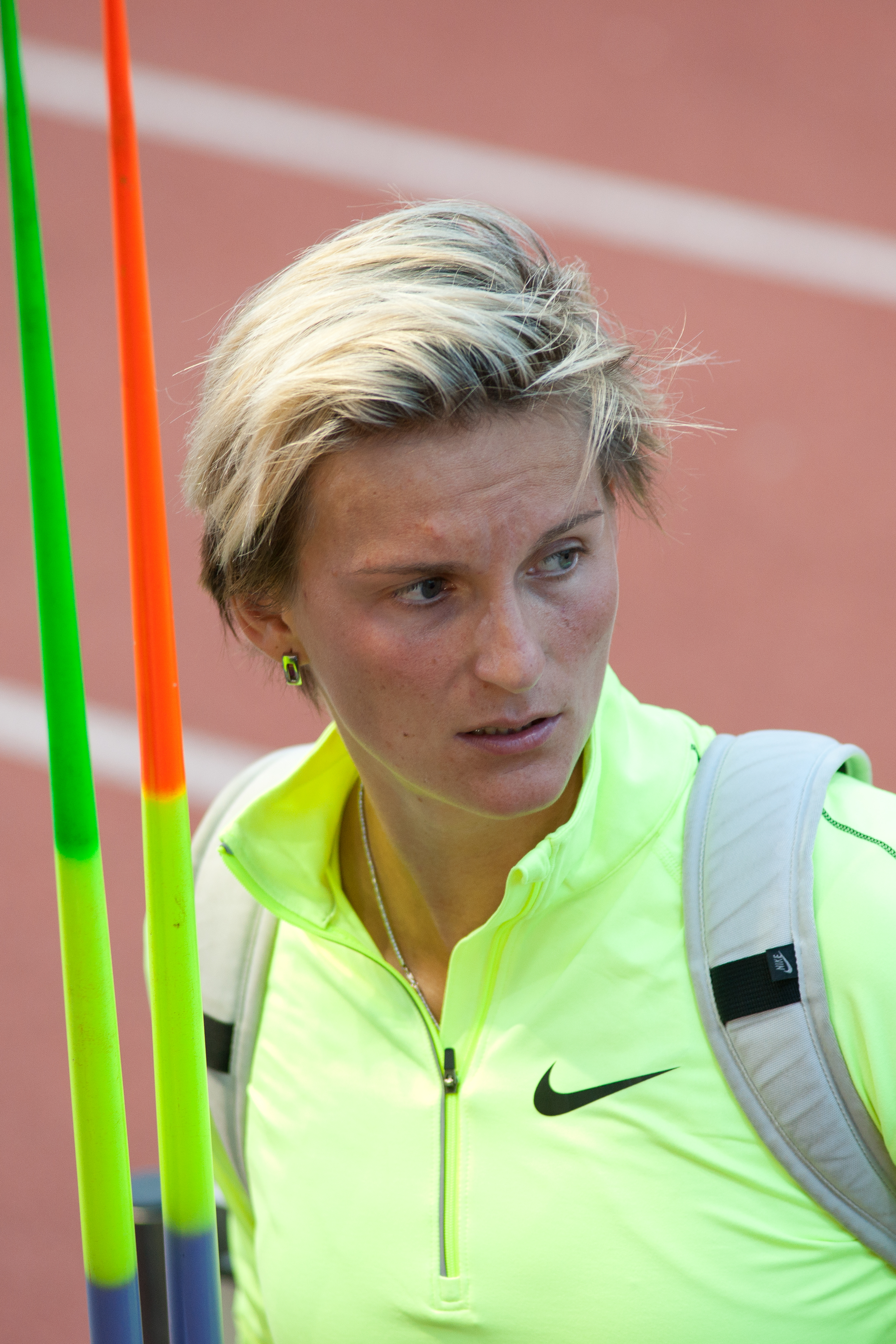
Mit Barbora Špotáková wurde eine der erfolgreichsten Speerwerferinnen ihrer Zeit Europameisterin

14. August 2014, 20:3405 Uhr
| Platz | Name                   | Nation         | Resultat (m) | Versuchsserie (m) | Versuchsserie (m) | Versuchsserie (m) | Versuchsserie (m)                           | Versuchsserie (m)                           | Versuchsserie (m)                           |
| Platz | Name                   | Nation         | Resultat (m) | 1. Versuch        | 2. Versuch        | 3. Versuch        | 4. Versuch                                  | 5. Versuch                                  | 6. Versuch                                  |
| 1     | Barbora Špotáková      | Tschechien     | 64,41000     | 62,86             | 59,67             | 58,63             | 47,24                                       | 64,41                                       | 61,59                                       |
| 2     | Tatjana Jelača         | Serbien        | 64,21 NR     | 60,98             | 60,61             | 62,31             | 60,25                                       | 64,21                                       | 60,30                                       |
| 3     | Linda Stahl            | Deutschland    | 63,91000     | 63,91             | 60,09             | 62,70             | 63,06                                       | 61,61                                       | x                                           |
| 4     | Madara Palameika       | Lettland       | 62,04000     | 60,33             | 62,04             | x                 | x                                           | x                                           | 60,31                                       |
| 5     | Tazzjana Chaladowitsch | Belarus        | 61,66000     | 59,60             | 56,64             | 60,91             | x                                           | 61,41                                       | 61,66                                       |
| 6     | Martina Ratej          | Slowenien      | 61,58000     | 58,00             | 61,58             | 60,78             | 59,45                                       | 61,58                                       | 56,84                                       |
| 7     | Christin Hussong       | Deutschland    | 59,29000     | 59,05             | 55,96             | 59,02             | 59,29                                       | 57,49                                       | 59,08                                       |
| 8     | Goldie Sayers          | Großbritannien | 58,33000     | 55,81             | x                 | 58,33             | x                                           | x                                           | x                                           |
| 9     | Katharina Molitor      | Deutschland    | 58,00000     | 50,65             | 58,00             | 56,04             | nicht im Finale der besten acht Werferinnen | nicht im Finale der besten acht Werferinnen | nicht im Finale der besten acht Werferinnen |
| 10    | Mercedes Chilla        | Spanien        | 57,91000     | 57,91             | 52,66             | 54,23             | nicht im Finale der besten acht Werferinnen | nicht im Finale der besten acht Werferinnen | nicht im Finale der besten acht Werferinnen |
| 11    | Sinta Ozoliņa-Kovale   | Lettland       | 57,82000     | 57,82             | x                 | x                 | nicht im Finale der besten acht Werferinnen | nicht im Finale der besten acht Werferinnen | nicht im Finale der besten acht Werferinnen |
| 12    | Sofi Flink             | Schweden       | 56,68000     | 56,68             | 54,23             | 54,66             | nicht im Finale der besten acht Werferinnen | nicht im Finale der besten acht Werferinnen | nicht im Finale der besten acht Werferinnen |

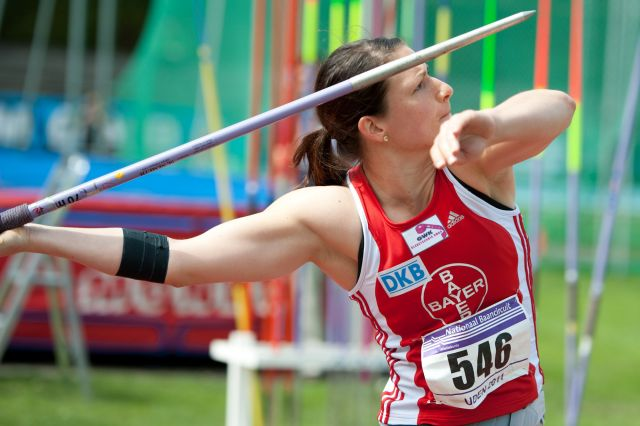
Linda Stahl gehörte mit Bronze auch hier wieder zu den Medaillengewinnerinnen
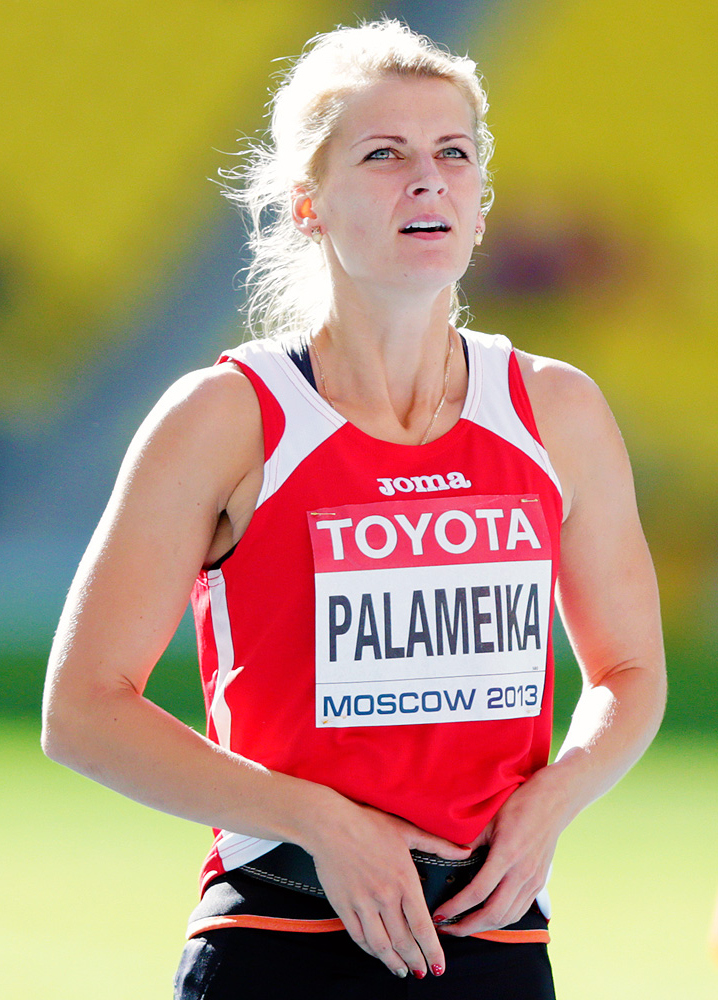
Madara Palameika belegte Rang vier
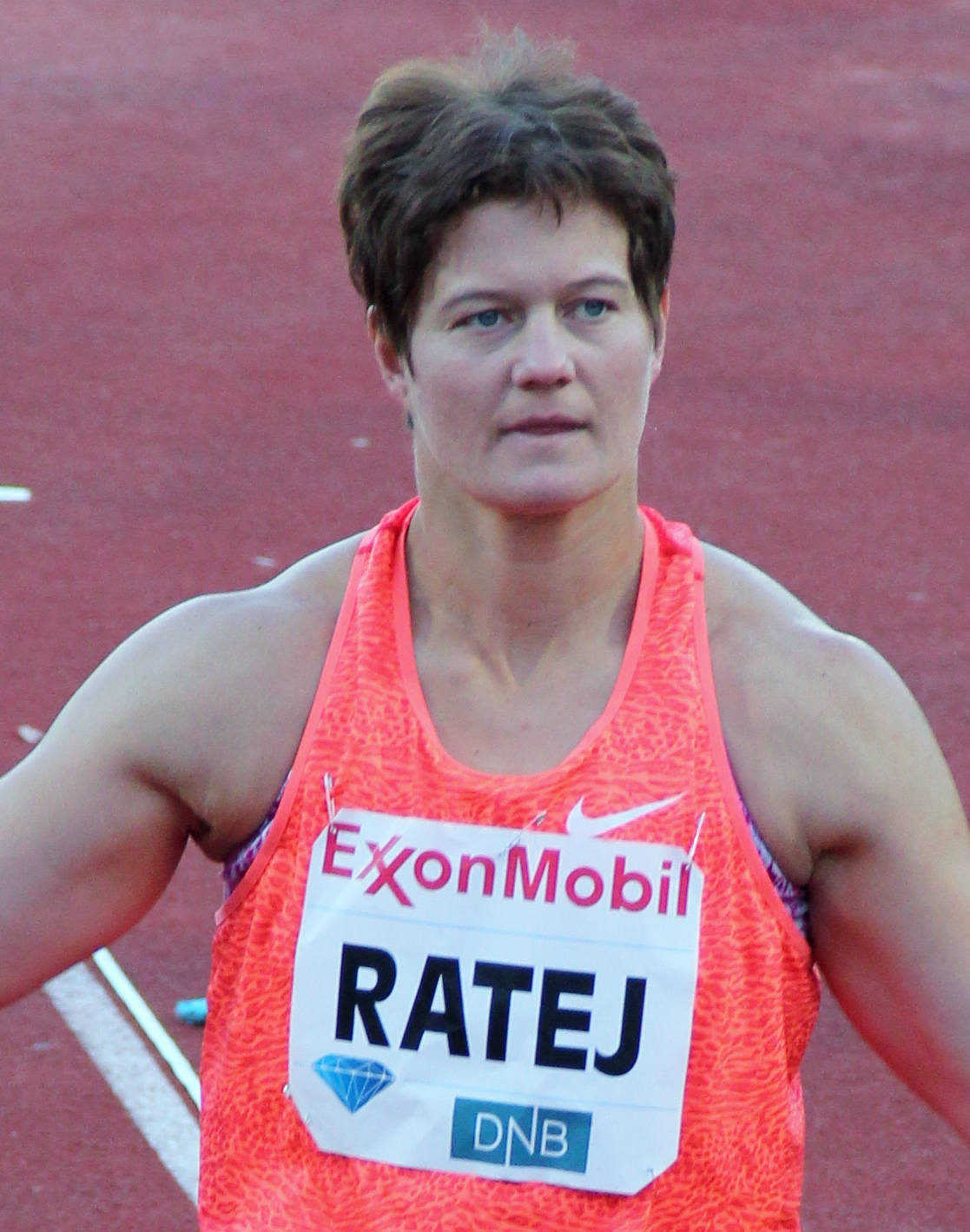
Die sechstplatzierte Martina Ratej
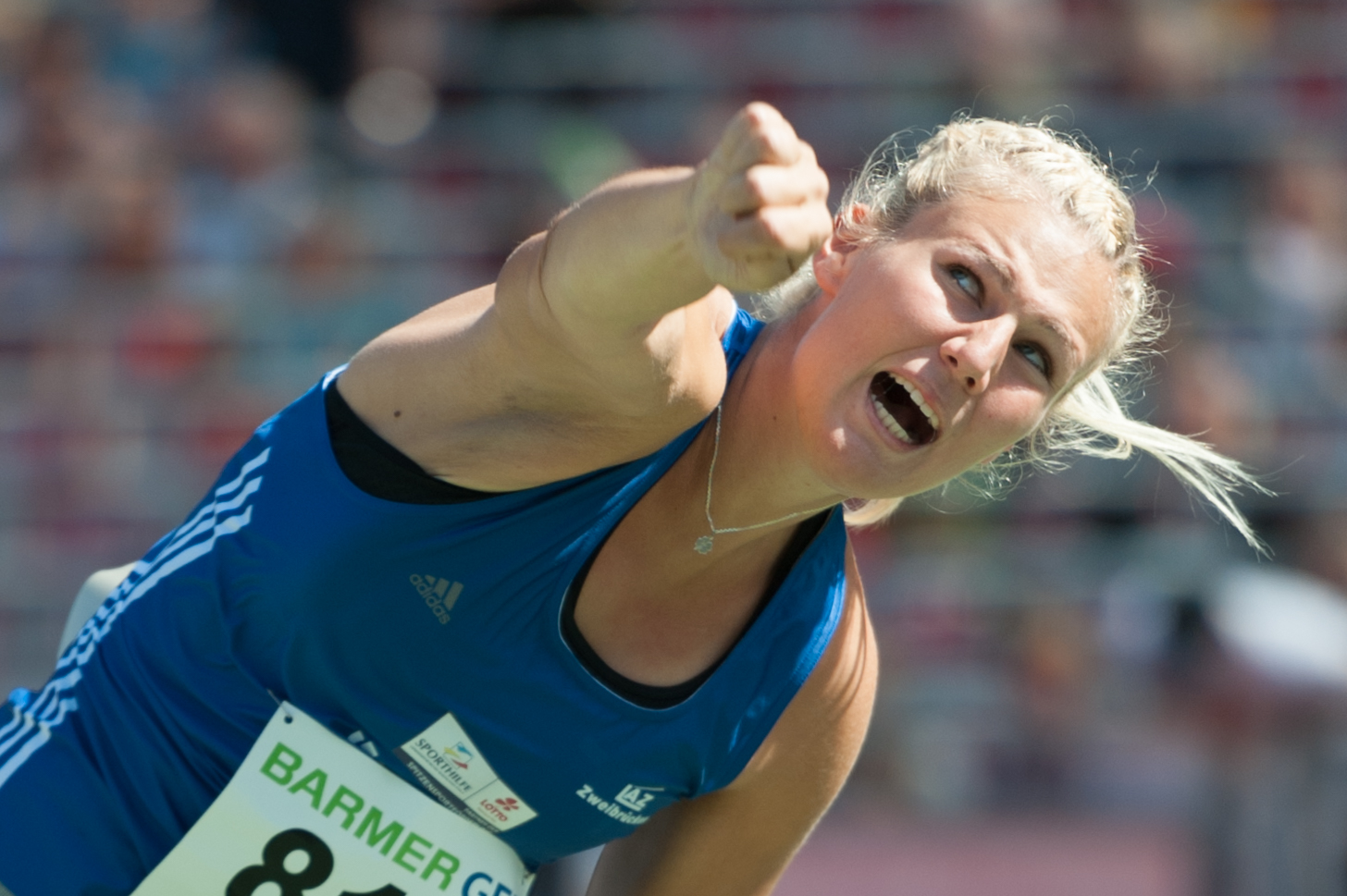
Rang sieben für Christin Hussong, die spätere Europameisterin

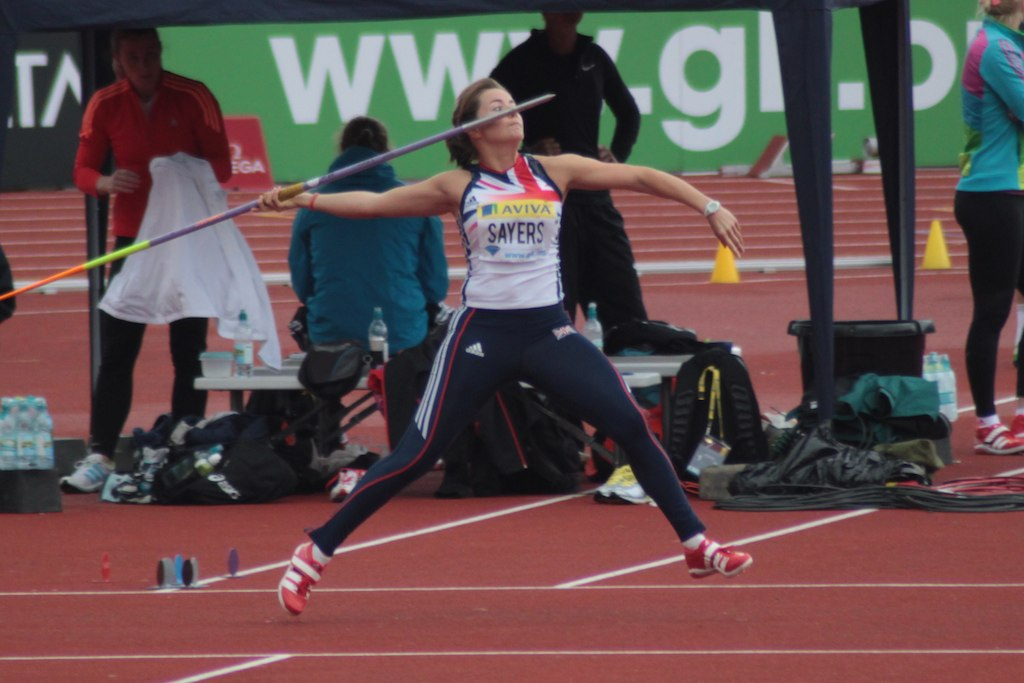
Goldie Sayers, 2008 Olympiadritte, kam auf den achten Platz
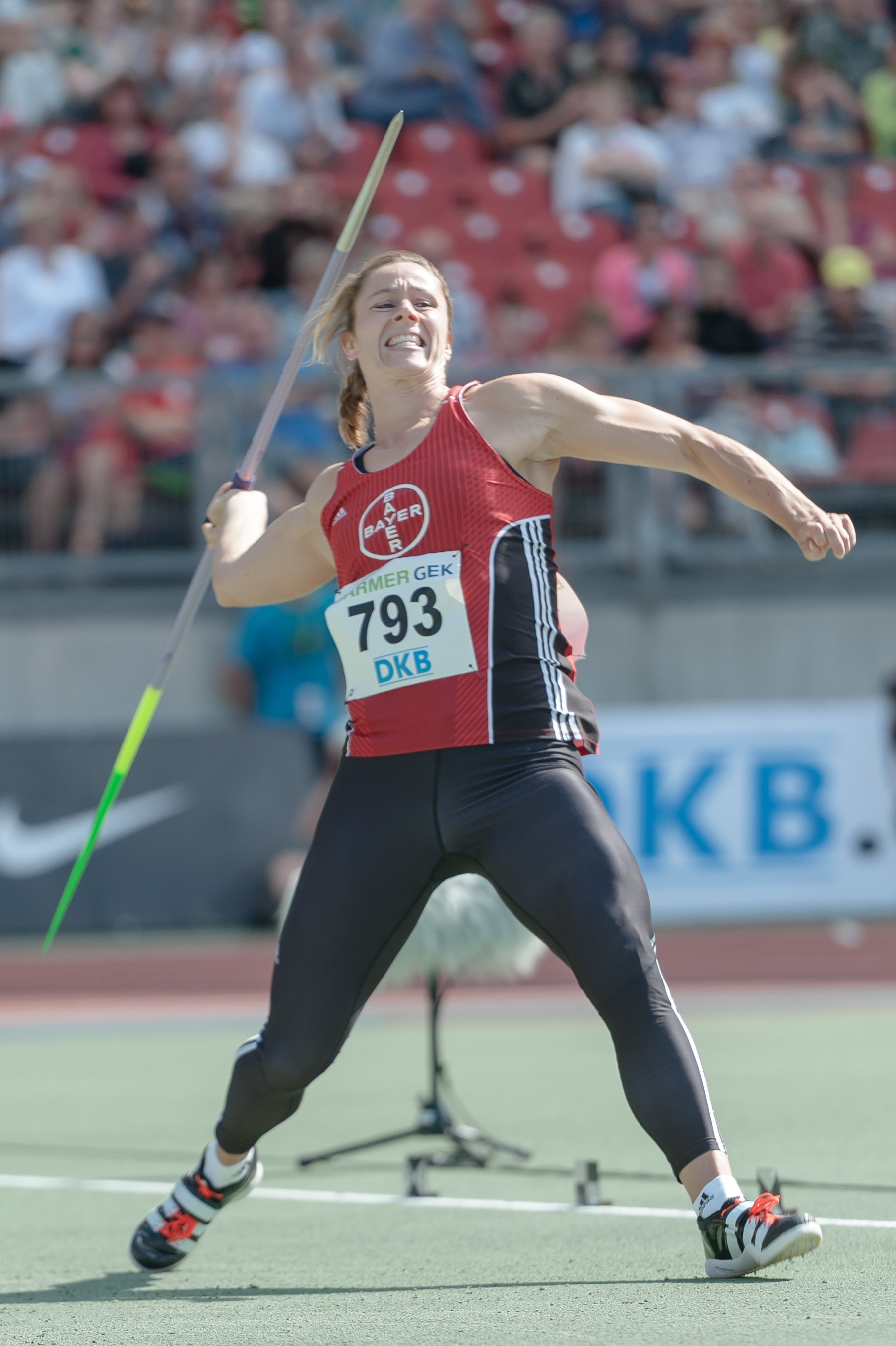
Katharina Molitor, ein Jahr später Weltmeisterin, erreichte Platz neun
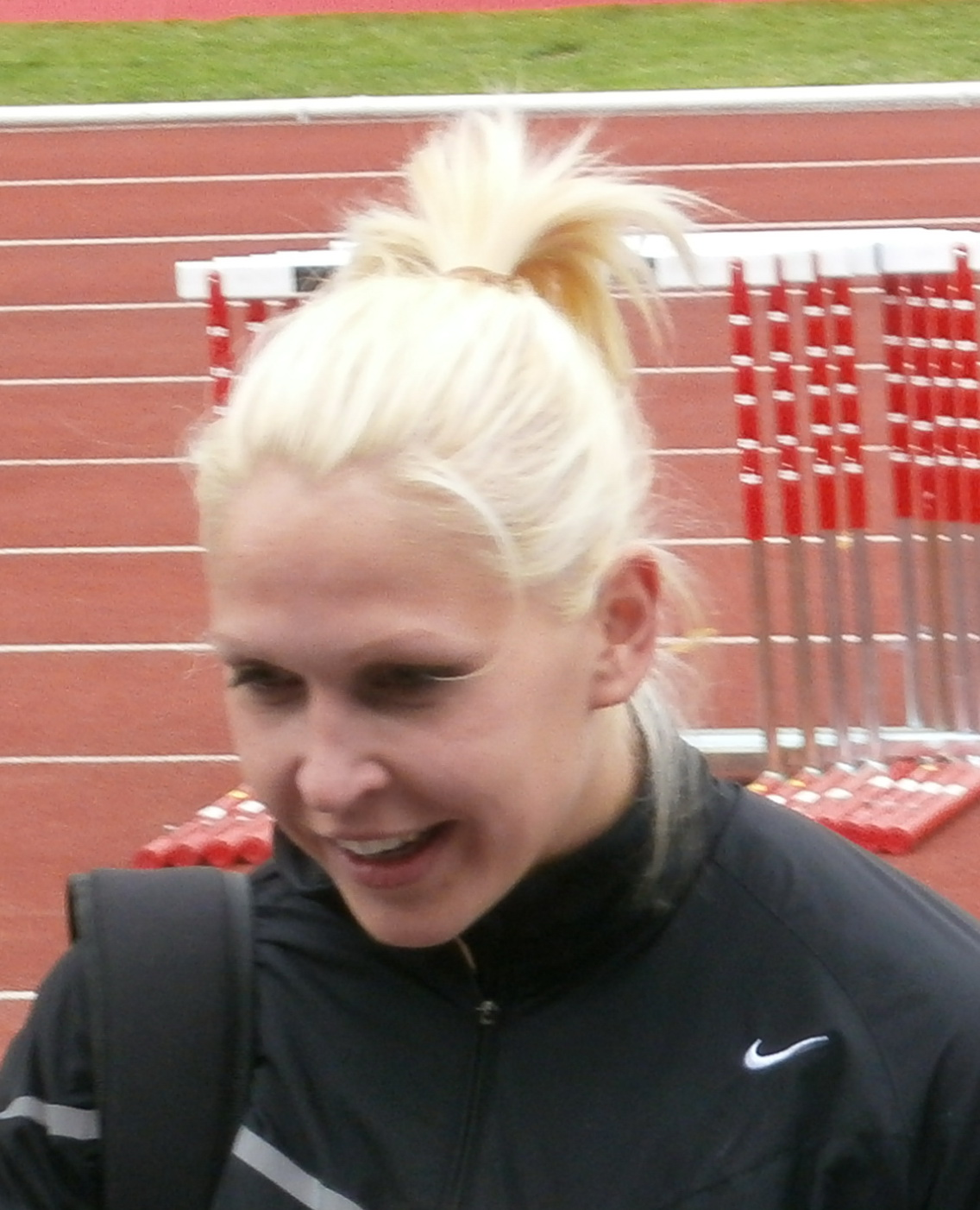
Sinta Ozoliņa-Kovale wurde Elfte

## Videolinks
- Women's Hammer Throw Final European Championships Zurich 2014 Highlights, youtube.com, abgerufen am 16. März 2023
- AMAZING Anita - Women’s Hammer Throw Zurich 2014, youtube.com, abgerufen am 16. März 2023
- Women´s Hammer Throw Qualification European Championships Zürich, Switzerland 12.8.2014, youtube.com, abgerufen am 16. März 2023